# チャールズ・サックヴィル＝ジャーメイン (第5代ドーセット公爵)
第5代ドーセット公爵チャールズ・サックヴィル＝ジャーメイン（英語: Charles Sackville-Germain, 5th Duke of Dorset KG PC、出生名チャールズ・サックヴィル（Charles Sackville）、1767年8月27日 – 1843年7月29日）は、イギリスの貴族、政治家。主馬頭（在任：1821年 – 1827年、1835年）を務めた。

## 生涯
ジョージ・サックヴィル卿（1716年 – 1785年、初代ドーセット公爵ライオネル・サックヴィルの末男、1770年に姓をジャーメインに改め、1782年に初代サックヴィル子爵に叙爵）と妻ダイアナ（Diana、旧姓サムブルック（Sambrooke、1730年/1731年 – 1778年1月15日、ジョン・サムブルックの娘）の息子として、1767年8月27日に生まれ、9月25日にウェストミンスターのセント・ジェームズ教会で洗礼を受けた。ウェストミンスター・スクールで教育を受け、1785年8月26日に父が死去するとサックヴィル子爵位を継承した。1815年2月14日に伯父の孫にあたる第4代ドーセット公爵ジョージ・サックヴィルが死去すると、ドーセット公爵位を継承した。
1821年7月のジョージ4世戴冠式に出席した後、同年にリヴァプール伯爵内閣の主馬頭に就任、12月10日に枢密顧問官に任命された。1826年1月30日にガーター勲章を授与された後、1827年に主馬頭を退任した。第1次ピール内閣期では1835年1月1日から1835年4月まで再び主馬頭を務めた。
1843年7月29日、生涯未婚のままメリルボーンのハーレー・ストリートで死去、爵位はすべて廃絶した。第5代ドーセット公爵はドレイトン・ハウスやノーサンプトンシャーでの領地約5,000エーカー (20 km2)を所有しており、その死に伴い弟ジョージの娘キャロライン・ハリエット（1908年没）が継承した。キャロライン・ハリエットの死後はその息子サックヴィル・ジョージ・ストップフォード＝サックヴィル（Sackville George Stopford-Sackville、1926年没）が継承した。19世紀初に第13代ブレッツォのシンジョン男爵ヘンリー・シンジョンから購入していたノーサンプトンシャーのウッドフォードにある領地も同じくキャロライン・ハリエットが継承した。